# Steve Holt (Pianist)

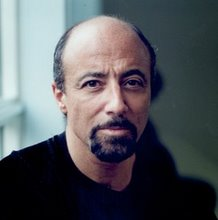
Steve Holt (2009)

Steve Holt (* 9. Mai 1954 in Montreal) ist ein kanadischer Jazzmusiker (Piano, Komposition).

## Leben und Wirken
Holt erhielt bereits im Alter von vier Jahren Klavierunterricht. Als Jugendlicher war Holt regelmäßig in der Clubszene von Montreal unterwegs. 1981 schloss er an der McGill University mit einem Bachelor of Music mit Schwerpunkt Jazz ab; dann studierte er privat in New York City Jazzpiano bei Kenny Barron.
1983 veröffentlichte Holt sein Debütalbum The Lion Eyes, das im Folgejahr für den Juno Award in der Kategorie „Best Jazz Album“ nominiert wurde. In den Folgejahren arbeitete er mit Archie Shepp, Larry Coryell, Eddie Henderson, James Moody, Eddie „Cleanhead“ Vinson, Bob Mover und Michael Urbaniak. 1987 zog er nach Toronto, wo er hauptberuflich als Aktienanalyst tätig war. Eine Zeit lang spielte er weiterhin nachts in Clubs. In den 1990er Jahren erschienen die Alben Christmas Light (1991), Just Duet (1992, im Duo mit Kieran Overs) und Catwalk (1994).
Erst 1999 konzentrierte sich Holt vollständig auf eine Karriere als Musiker. 2002 erhielt er eine lobende Erwähnung bei der USA Songwriting Competition. Im selben Jahr erschien sein fünftes Album, The Dream. Anschließend wandte er sich der Musikproduktion zu und trat bis 2014 nicht mehr live als Jazzmusiker auf; erst nach seinem Umzug aufs Land entwickelt er wieder Interesse an Auftritten. 2025 veröffentlichte Holt mit einem neuen Quintett in All-Star-Besetzung bei Inner Music mit Impact ein weiteres Album.